# ゼノボット
ゼノボット（Xenobot）は、いくつかの望ましい機能を実行するように計算機によって設計され、異なる生物学的組織を互いに組み合わせることによって構築された合成生物形態である。名称はアフリカツメガエル（Xenopus laevis）に因む。ゼノボットがロボットであるか、生物であるか、あるいは全く異なる何かであるかについては科学者の間で論争の的のままである。研究者の1人は「ゼノボットは従来型のロボットでも動物の既知の種でもない。新しい人工物の一分類、すなわち生きている、プログラム可能な生物だ」と述べている。

## 歴史
最初のゼノボットは、Sam Kriegmanによって開発されたAIプログラムによって生成された設計図に従ってDouglas Blackistanによって構築された。
これまでに作られたゼノボットは、幅が1ミリメートル未満で、カエルの初期胚（胞胚期）から採取した幹細胞に由来する皮膚細胞と心筋細胞の2つだけで構成されている。皮膚細胞は体を硬く支え、心筋細胞は小さなモーターの役割を果たし、体積を縮めたり伸ばしたりしてゼノボットを前進させる。ゼノボットの体の形状、皮膚細胞と心臓細胞の分布は、特定の課題を実行するために、試行錯誤の過程（進化的アルゴリズム）を用いてシミュレーションで自動的に設計される。ゼノボットは、歩く、泳ぐ、ペレットを押す、貨物を運ぶ、皿の表面に散らばったゴミをきれいに積み上げるために群れて働くなどの機能が設計されている。また、食べ物がなくても数週間生き延びることができ、裂傷を負っても自分で治すことができる。
ゼノボットには、他の種類のモーターやセンサーも組み込まれている。心筋の代わりに繊毛を生やし、それを小さな櫂として使って泳ぐことができる。しかし、繊毛駆動型ゼノボットの運動は、心筋駆動型ゼノボットの運動に比べて制御性が低いのが現状である。また、RNA分子をゼノボットに導入することで、分子の記憶を持たせることができる。このRNAゼノボットは行動中に特定の光を浴びると、蛍光顕微鏡で見たときに指定した色に光るようになる。
2021年11月、生殖が可能となった。

## 潜在的応用
現在、ゼノボットは主に、形態形成時に細胞が協力して複雑な体を作る様子を理解するための科学的ツールとして使用されている。しかしながら、現在のゼノボットの挙動や生体適合性から、将来的にはいくつかの用途に応用できる可能性がある。
ゼノボットはカエルの細胞だけで構成されているため、生分解性がある。また、ゼノボットの群れは、協力して皿の中の微小なペレットを中央の山に押し込む傾向があることから、将来のゼノボットは、海中のマイクロプラスチックに対しても同じことができるのではないかと推測されている。つまり、小さなプラスチックのかけらを見つけて集め、従来のボートやドローンが集めてリサイクルセンターに持っていけるような大きなプラスチックの塊にする。従来の技術とは異なり、ゼノボットは働きながら劣化していくため、新たな汚染を引き起こすことはない。ゼノボットは、組織内に自然に蓄積された脂肪やタンパク質から得られるエネルギーを利用して行動し、そのエネルギーは約1週間持続するが、その後は単に死んだ皮膚細胞に変わる。
将来的には、薬物送達といった臨床応用のために、患者自身の細胞からゼノボットを作ることができ、他の種類のマイクロロボット送達システムが抱える免疫反応の問題を回避することができるかもしれない。このようなゼノボットは、動脈からプラークを掻き出すのに使用される可能性があり、さらに多くの種類の細胞やバイオエンジニアリングを用いて、病気の発見や治療を行うことができる。